# Gmina Lekeberg
Gmina Lekeberg (szw. Lekebergs kommun) – gmina w Szwecji, w regionie Örebro, z siedzibą w Fjugesta.
Pod względem zaludnienia, Lekeberg jest na 255. miejscu w Szwecji. Zamieszkuje ją 7061 osób, z czego 48,72% to kobiety (3440), a 51,28% to mężczyźni (3621). W gminie zameldowanych jest 110 cudzoziemców. Na każdy kilometr kwadratowy przypada 15,15 mieszkańca, zaś pod względem wielkości gmina zajmuje 181. miejsce w Szwecji.